# Саботаж
Сабота́ж (фр. sabotage від фр. saboter — стукати дерев'яними черевиками):
- навмисний зрив роботи чи якогось заходу шляхом прямої відмови від нього, прямої протидії його виконанню, свідомо недбалого її виконання або формального безініціативного виконання з дотриманням лише видимості виконання; одна з форм економічної боротьби працівників проти підприємців;
- прихована, замаскована протидія будь-яким заходам, намагання перешкодити їх здійсненню.
- саботаж [ядерний] - будь-яка навмисна дія проти ядерної установки або ядерного матеріалу при його використанні, зберіганні або перевезенні, яка може прямо або побічно створити загрозу для здоров'я і безпеки персоналу, населення або навколишнього середовища в результаті опромінення або викиду радіоактивних речовин.[1]

Саботаж також розглядають як одну з форм соціального протесту.

## Саботаж в законодавстві

### РСФСР
В РРФСР саботаж був одним з «контрреволюційних» злочинів за КК РСФСР 1926 року. Полягав в свідомому невиконанні ким-небудь певних обов'язків або умисного недбалого їх виконання з метою ослаблення влади уряду і діяльності державного апарату (ст. 58).

### США
У кримінальному законодавстві США — злочин, направлений на підрив Обороноздатності США (у мирний час) або здійснений з наміром заподіяти шкоду або перешкодити США або якій-небудь асоційованій нації у військових приготуваннях, у веденні війни (у воєнний час або період надзвичайного стану). Об'єктивну сторону саботажу складає пошкодження, знищення, забруднення або зараження військових (оборонних) споруд, матеріалів або пристосувань (Зведення законів США, титул 18, гл. 105).

### Українська РСР
За Кримінальним кодексом УРСР 1927 р. саботаж розглядався як контрреволюційний злочин. Стаття 54-14 КК УРСР 1927 р. передбачала кримінальну відповідальність за те, що будь-хто свідомо не виконує певних обов’язків або навмисно недбало їх виконує із спеціальною метою послабити владу уряду і діяльність державного апарату. Для суб’єктів злочину, якого звинувачували у саботажі, якими могли бути посадові особи та інші працівники, передбачалася міра покарання – позбавлення волі або смертна кара з конфіскацією майна.